# Philisca accentifera
Philisca accentifera är en spindelart som beskrevs av Simon 1904. Philisca accentifera ingår i släktet Philisca och familjen spökspindlar. Inga underarter finns listade i Catalogue of Life.